# حمله مغول به تبت
حمله مغول به تبت (انگلیسی: Mongol invasions of Tibet) چندین حمله مغول به تبت صورت گرفت. نخستین و قدیمی‌ترین حمله به تبت توسط چنگیز خان در سال ۱۲۰۶ انجام شد، که نابهنگام تلقی می‌شود. هیچ مدرکی دال بر برخورد مغول و تبتی قبل از لشکرکشی در سال ۱۲۴۰ وجود ندارد.

## تهاجم

### قبل از ۱۲۴۰
بر اساس یک روایت سنتی تبتی، امپراتور مغول چنگیز خان برای حمله به تبت در سال ۱۲۰۶ نقشه ای کشید، اما وقتی تبتی‌ها وعده پرداخت خراج به مغول‌ها را دادند، منصرف شد.

### تهاجم ۱۲۴۰–۱۲۴۱
در سال ۱۲۴۰، شاهزاده مغول گودان خان، پسر اوگتای خان و برادر کوچکتر گیوک خان فرماندهی تهاجم تبتی را به تانگوت‌ها واگذار کرد.

### ۱۲۴۴ تهاجم تحت فرمان منگوقاآن

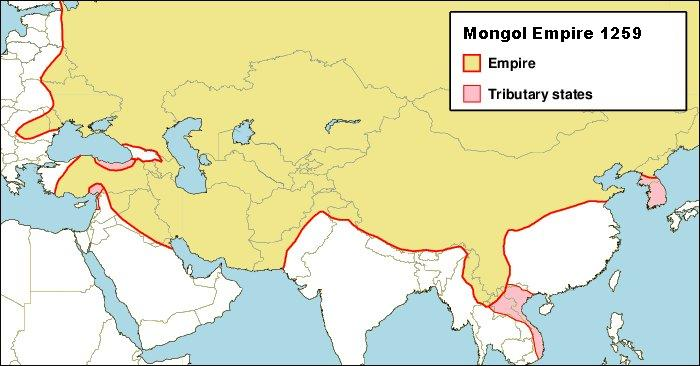
امپراتوری مغول در سال ۱۲۵۹

سا-اسکیا پاندیتا در سال ۱۲۵۱ درگذشت و استاد او گودان خان احتمالاً در همان زمان (یا طبق منابع دیگر پس از ۱۲۵۳) درگذشت. منگوقاآن در همان سال خاقان شد. برخی منابع می‌گویند که در سال ۱۲۵۱ حمله مغولستان به تلافی عدم پرداخت خراج یا در سال ۱۲۵۱–۱۲۵۱ «تصرف رسمی کشور» صورت گرفت. مونگکه برای تقویت کنترل خود بر تبت در سال ۱۲۵۱ قوریدای را فرمانده نیروهای مغول و هان در تورفان کرد.